# Trädgårdsringen

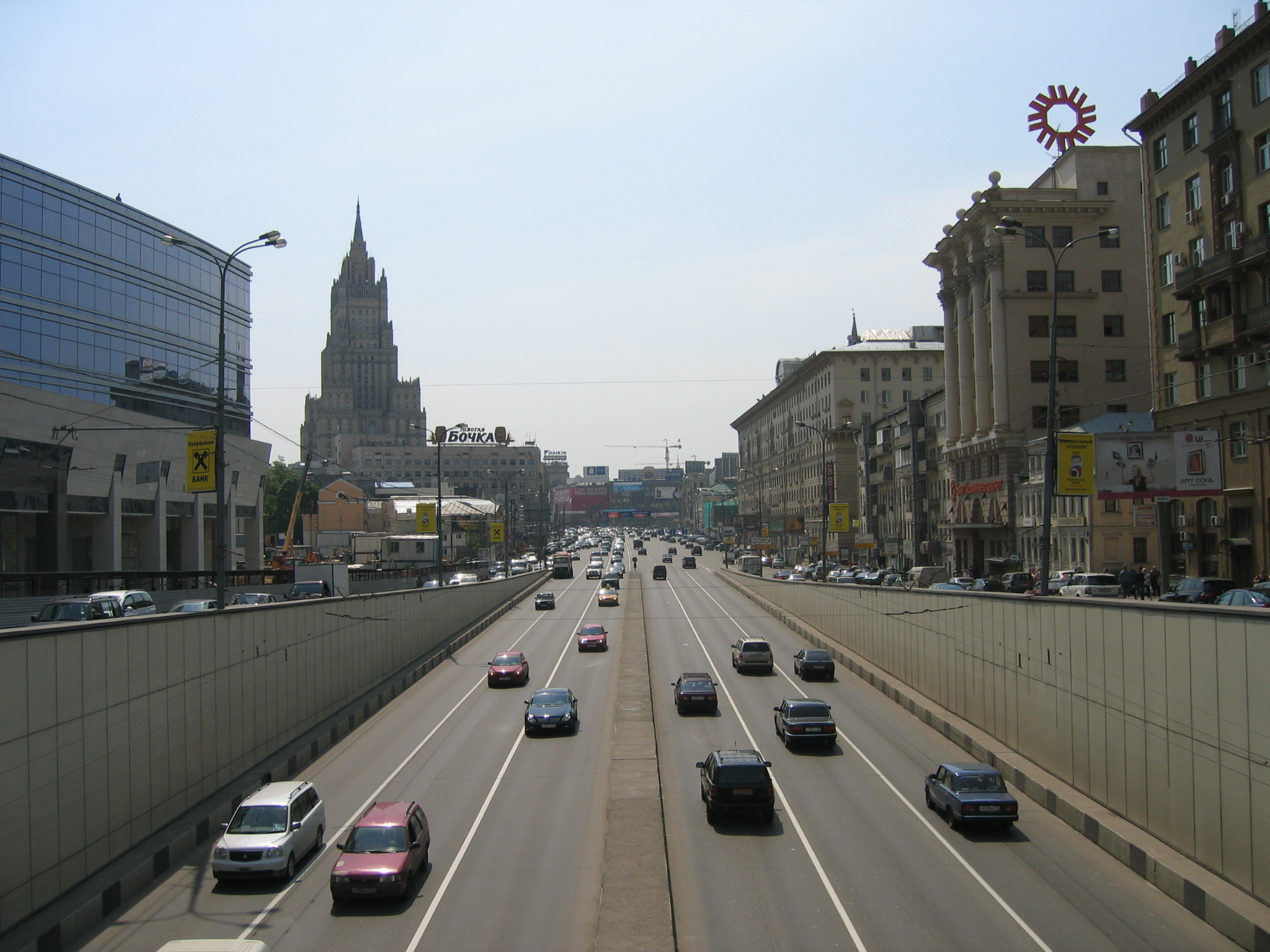
Trädgårdsringen i närheten av Arbat

Trädgårdsringen (ryska: Садо́вое кольцо́), även kallad B-ringen, är en ringväg omkring Moskvas stadskärna. Ringen består av 17 individuellt namngivna vägar och 15 torg. Vägen är 16 kilometer lång. På det smalaste stället, på Krymskijbron, har ringen sex körfält, och på det bredaste stället, Zubovskajatorget, består den av arton körfält.